# آنتونیو دی ناردو
آنتونیو دی ناردو (انگلیسی: Antonio Di Nardo؛ زادهٔ ۲۳ ژوئیهٔ ۱۹۷۹) بازیکن فوتبال اهل ایتالیا است.
از باشگاه‌هایی که در آن بازی کرده‌است می‌توان به باشگاه فوتبال فروزینونه، باشگاه فوتبال چیتادلا، باشگاه فوتبال پیستویزه، باشگاه فوتبال پادوا، باشگاه فوتبال بنونتو، و باشگاه فوتبال یووه استابیا اشاره کرد.